# Зелений Яр (річка)
Зелений Яр (рос. Зеленый Яр (река)) — річка в Україні, у Ленінському районі Автономної Республіки Крим, Керченський півострів, Казантипська затока (басейн Азовського моря).

## Опис
Довжина річки 14 км, площа басейну водозбору 482  км², найкоротша відстань між витоком і гирлом — 10,90  км, коефіцієнт звивистості річки — 1,28 . Формується багатьма безіменними струмками та загатами.

## Розташування
Бере початок на південно-східній околиці села Новомиколаївка (до 1948 — Кочан, крим. Qoçan) . Тече переважно на північний захід понад село Зелений Яр (до 1948 — Ташли-Яр, крим. Taşlı Yar)  і на північно-східній околиці села Пісочне (до 1948 — Мескечи, крим. Meskeçi)  впадає у Какантипську затоку Азовського моря.
Населені пункти вздовж берегової смуги: Нижньозаморське (крим. Nijnezamorskoye) .